# レイクサイド駅
レイクサイド駅（レイクサイドえき、英語:Lakeside MRT Station）は、シンガポール西部のジュロンにある、MRT東西線の高架駅。

## 駅構造
島式1面2線のホームを持つ駅。
| A | ■東西線 | パシール・リス・チャンギ・エアポート方面 |
| B | ■東西線 | ジュー・クーン方面                       |

## 駅周辺
ジュロン・ニュータウンの中央部につくられたジュロン湖 (Jurong Lake) の北西に位置する。
- ジュロン湖 (Jurong Lake)

## 歴史
- 1988年11月5日 開業
- 2010年8月31日 ホームドアが運用開始